# 喬·西蒙

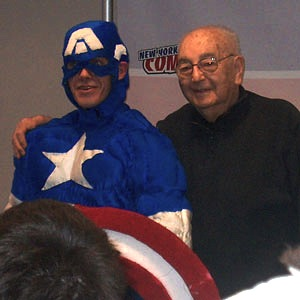
喬·西蒙與粉絲合影

喬·西蒙 （ 1913年10月11日 - 2011年12月14日）是一位美国漫画家、艺术家、编辑和出版商。父親是來自英國的移民。喬·西蒙与杰克·科比共同创作出美国队长。